# Brezovo Polje Selo
Pour les articles homonymes, voir Brezovo Polje.
Brezovo Polje Selo (en serbe cyrillique : Брезово Поље Село) est un village de Bosnie-Herzégovine. Il est situé dans le district de Brčko. Selon les premiers résultats du recensement de 2013, il compte 264 habitants.

## Géographie
Le village est situé au bord de la Save, un affluent du Danube.

## Démographie

### Évolution historique de la population dans la localité
| 1948 | 1953 | 1961  | 1971 | 1981 | 1991 | 2013 |
| ---- | ---- | ----- | ---- | ---- | ---- | ---- |
| -    | -    | 1 394 | 385  | 382  | 335  | 264  |

|  |